# Elaeocarpus monocera
Elaeocarpus monocera là một loài thực vật có hoa trong họ Côm. Loài này được Cav. mô tả khoa học đầu tiên năm 1800.